# فرل
فرل (بالألمانية: Verl) هي مدينة، city with tens of thousands of inhabitants وبلدة ألمانية تقع في غوترسلوه في ألمانيا. يقدر عدد سكانها بـ 25,071 نسمة .

## المدن التوأمة
مدينة آنابورغ هي مدينة توأمة لـفرل.

## أعلام
- سورين براندي